# ソユーズ R-95Sh

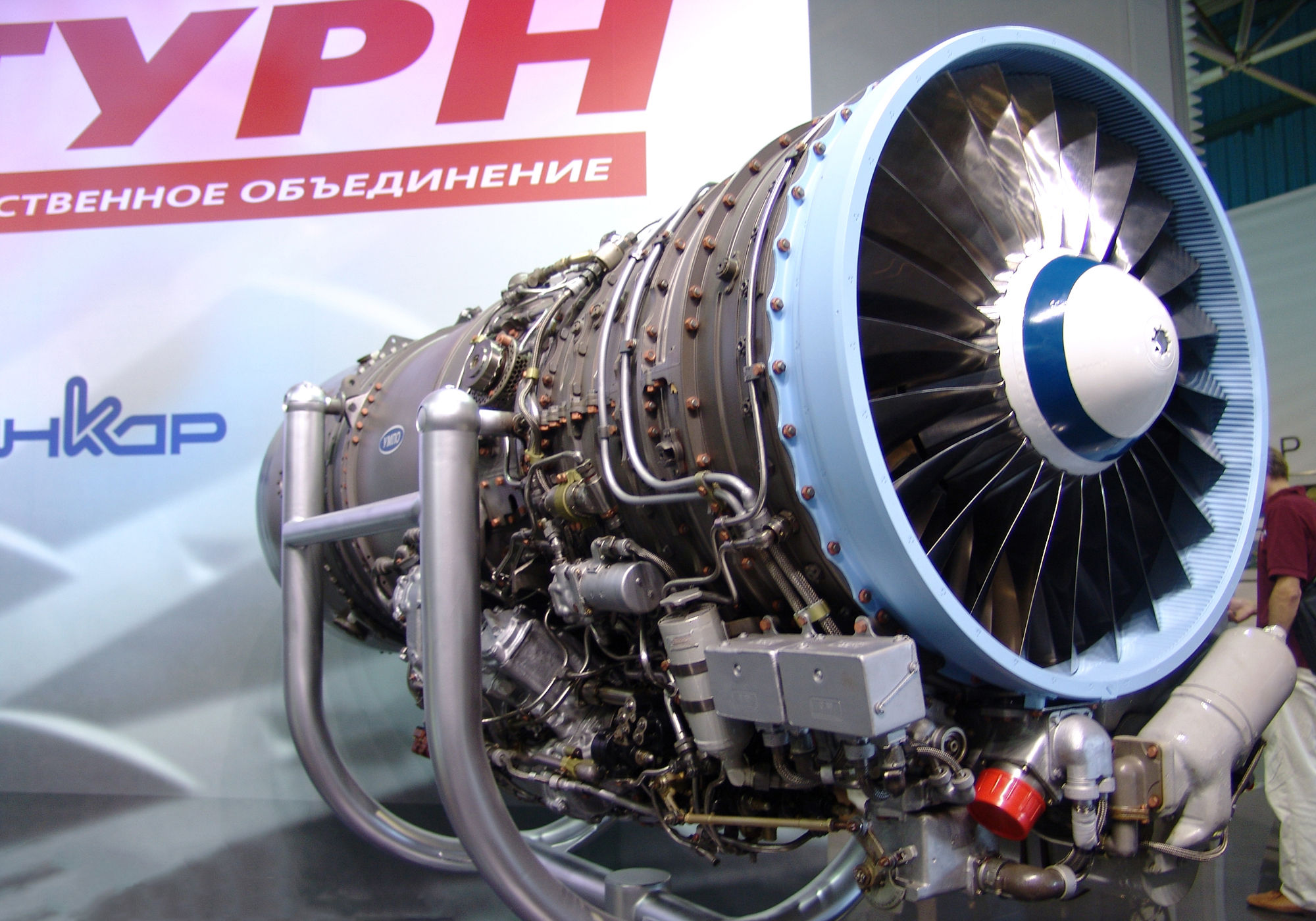
R-195

R-95Sh（ロシア語: Р-95Ш）は、航空機エンジン科学技術複合ソユーズがSu-25向けに開発したターボジェットエンジンである。本稿では発展型のR-195-300（ロシア語: Р-195-300）についても扱う。製造はロシアのウファ・エンジン製造合同で実施されている。

## 開発
Su-25は当初、MiG-19に搭載されたRD-9Bの改良型を搭載していたが、S-25ロケット弾を発射するときにサージングが発生する傾向にあり、基本設計も古いことからMiG-21に搭載されたR-13をベースにアフターバーナーを除くなどの改良をしたエンジンを開発した。これがR-95Shである。R-95ShはSu-25の試作機であるT8-1Dに組み込まれ初飛行。その後量産されたSu-25や派生型のSu-25UTG、Su-28に搭載された。

### 発展
Su-25はアフガニスタン侵攻に使用されたが、搭載するR-95Shがアフガニスタンのような山岳地帯での運用に適していなかったため、1982年より強化・改善したR-195-300の開発が進められることとなった。R-195は1984年からT8M-1（Su-25T）でテストが開始され、2年後、最後のエンジンの承認試験においてT8-14とT8-14に装備された。R-195はSu-25T、Su-39のほか、Su-25UBMにも用いられた。
2002年には近代化されたR-95Shが公開された。これは、115Vの400Hz交流電流を発生させるPGL40-2SM発電機を装備し、サージングを防ぐ機能を追加したもので従来のR-95Shに存在した武装の使用中に6秒間エンジン回転数を下げる機構を排している。これにより電力供給能力が上がったほか、山岳地帯での運用に適応させた。加えて、運用寿命も延長されている。この近代化型R-95Shは主にSu-25SMに用いられる。

## 設計
R-13-300をベースに構造を強化し、同時にアフターバーナーを廃止するなど構造のシンプル化を図っている。R-95Shの特徴としてジェット燃料のほか、ガソリンや軽油、果てはアルコールなどを燃料として利用できる点がある。これらは主に地上車両が使用するためその部隊との連携を容易にするための工夫である。しかし、これらの燃料を使用した場合の運用時間は4時間に制限される。
エンジン自体は、3段式低圧圧縮機、5段高圧圧縮機、アニュラ型燃焼器と単段の高圧および低圧タービンで構成される。ノズルはR-95Shでは通常の丸型形状であったが、アフガニスタンでスティンガーミサイルにより多くの損害を出した経験からR-195では円錐状の赤外線放出抑制機構が設けられており、放出量は1,200 W/ステラジアンから360W/ステラジアンに減少した。

## 型式
R-95Sh
標準型。
R-195-300
改良型。推力の強化、赤外線放出抑制機構の追加、新しい電源システムの装備、生存性強化、保守性改善を図っている。特に生存性については被弾しても23mm機関砲8発程度までなら耐えて動作させることが可能となったことから大幅に強化されている。寸法が変化しているがR-95Shとの間には互換性が持たされており換装が可能である。
R-195PF
S-54向け。ターボファン化されアフターバーナーが追加されている。F404やRB199、RD-33と交換可能とされていることから規模も同様と考えられる。推力はドライで4,200kg、アフターバーナー使用時6,200kg。生産されず。

## 仕様

### R-95Sh
一般的特性
- 形式: ターボジェット
- 全長: 2,700mm
- 直径: 772mm（最大）
- 乾燥重量:

構成要素
- 圧縮機: 2軸式低圧 (LP) と高圧 (HP) とアニュラ型燃焼器 
  - 低圧圧縮機:3段
  - 高圧圧縮機:5段
- タービン: 低圧:単段、高圧:単段

性能
- 推力: 4,100 kg
- タービン入口温度: 1,148K
- 空気流量 67kg/s
- 圧力比 8.7
- 燃料消費率: 0,86 kg/kgf.h（離陸時）
- 出力重量比:

出典: 

### R-195-300
一般的特性
- 形式: ターボジェット
- 全長: 2,880mm
- 直径: 805mm（最大）
- 乾燥重量:

構成要素
- 圧縮機: 2軸式低圧 (LP) と高圧 (HP) とアニュラ型燃焼器 
  - 低圧圧縮機:3段
  - 高圧圧縮機:5段
- タービン: 低圧:単段、高圧:単段

性能
- 推力: 

  - 4,300 kg
  - 4,500 kg（緊急時）
- タービン入口温度: 1,188K
- 空気流量 66kg/s
- 圧力比 9.0
- 寿命 1,500飛行時間または7年
- オーバホール間隔 500時間
- 燃料消費率: 0,89 kg/kgf.h（離陸時）
- 出力重量比:

出典: 